# 邱积成
邱积成（1910年—1939年），江西省瑞金县人，中国工农红军、八路军军事将领。
1929年，邱积成参加中国工农红军，担任红四军团政治委员，后调红三军团政治保卫局任科长、部长等职。1934年，率部参加长征。抗日战争期间，担任八路军129师锄奸部部长。1939年，在河南涉县堡村因病逝世。